# Иоанн, Антиох, Антонин, Моисей Сирийские
Иоа́нн, Антио́х, Антони́н, Моисе́й (др.-греч. ᾿Ιωάννης, ᾿Αντίοχος, ᾿Αντωνῖνος, Μωϋσῆς; IV век — V век) — христианские подвижники, сирийские пустынники, преподобные.
Сведения о жизни Иоанна, Антиоха, Антонина, Моисея сообщает Феодорит Кирский в 23-й главе своей книги «История боголюбцев».
Все четыре подвижника вели уединенный образ жизни. Иоанн отличался скромностью и кротостью. Для своего жительства он выбрал один скалистый утёс, расположенный на севере и продуваемый суровыми ветрами, к моменту написания книги «История боголюбцев» (444 г.) подвижник 25 лет жил на утёсе, терпеливо перенося все неблагоприятные действия климата. Предаваясь посту и молитве, Иоанн носил железные вериги. Один человек посадил возле его жилища саженец миндаля, который стал деревом и давал Иоанну тень и радовал зрение. Но Иоанн приказал срубить это дерево, чтобы не иметь для себя и такого утешения. Похожую жизнь проводили Моисей, подвизаясь на одной высокой вершине близ селения Рамы (др.-греч. Ῥαμᾶς). Антиох, будучи уже в преклонном возрасте, соорудил себе в одном пустынном месте ограду и подвизался в ней также подвигами беспокровного жития, близ него подвизался и преподобный Антонин, тоже старец, и во всем подражал ему: и в пище, и в одежде, и в бодрствовании, а также во вседневных и всенощных молитвах.